# Katherine Johnson
Katherine Johnson (geb. Coleman) (White Sulphur Springs (West Virginia), 26 augustus 1918 – Newport News (Virginia), 24 februari 2020) was een Amerikaans wiskundige die heeft bijgedragen aan de lucht- en ruimtevaartprogramma's van de Verenigde Staten door in een vroeg stadium gebruik te maken van digitale computers bij NASA. Ze deed de baanberekeningen voor het Mercuryprogramma en de vlucht in 1969 van Apollo 11 naar de maan en werd bekend door de acuratesse van de berekeningen die ze uitvoerde met behulp van gecomputeriseerde hemelmechanica.

## Biografie

### Jeugd en opleiding
Katherine Johnson werd in 1918 in White Sulphur Springs in Greenbrier County, West Virginia geboren als dochter van Joshua en Joylette Coleman. Ze had drie broers en zussen. Haar vader werkte als timmerman, boer en klusjesman. Haar moeder was lerares. Al sinds haar jonge jaren had Katherine een groot talent voor wiskunde. Haar ouders benadrukten het belang van onderwijs. Omdat in Greenbrier County zwarte studenten niet naar school konden na het einde van de basisschool ("eighth grade") gingen Katherine en haar broer(s) en zus(sen) naar de middelbare school in Institute, Kanawha County, West Virginia, op 120 kilometer afstand. De familie woonde in Institute tijdens het schooljaar en in White Sulphur Springs in de zomer.
Johnson ging na de middelbare school naar West Virginia State College en volgde daar wiskundevakken bij verschillende hoogleraren, zoals de scheikundige en wiskundige Angie Turner King (die ook haar mentor was tijdens de middelbare school) en W.W. Schiefflin Claytor (de derde Afro-Amerikaan die promoveerde in de wiskunde). Johnson studeerde in 1937 op achttienjarige leeftijd summa cum laude af in wiskunde en Frans. Daarna verhuisde Johnson naar Marion (Virginia) om les te geven in wiskunde, Frans en muziek.
In 1938 was Johnson de eerste Afro-Amerikaanse vrouw die werd toegelaten op West Virginia University in Morgantown (West Virginia) na de uitspraak van het Hooggerechtshof van de Verenigde Staten in de zaak Missouri ex rel. Gaines tegen Canada.

### Wiskundige carrière
Johnson hoorde dat de National Advisory Committee for Aeronautics (NACA), de latere NASA in Langley op zoek was naar nieuwe mensen, in het bijzonder Afro-Amerikaanse vrouwen voor het Guidance and Navigation Department. Johnson solliciteerde en trad in 1953 in dienst als "calculator", volgens Margriet van der Heijden een "rekenmachine met een rokje".
Door vragen te stellen en niet zwijgend gehoorzaamheid te tonen, leerde ze veel en werd ze al gauw onmisbaar.
Van 1958 tot haar pensioen in 1983 werkte ze als een ruimtevaarttechnoloog. Ze leverde onder andere een bijdrage aan een handboek voor ruimtetechnologie. Dit was een belangrijk onderwerp, want de VS wilde op dit gebied de achterstand ten opzichte van de Sovjet-Unie inlopen. De Sovjets hadden namelijk als eerste een kunstmaan gelanceerd, de Spoetnik.
Later kwam ze te werken bij de Spacecraft Controls Branch. Daar berekende ze de baan voor de ruimtevlucht in 1959 van Alan Shepard, de eerste Amerikaan in de ruimte. Ze berekende in 1961 ook het lanceringsvenster voor zijn Mercuryprogramma. Verder stelde ze navigatietabellen op voor astronauten, die gebruikt konden worden als er problemen met de elektronica zouden optreden.
Toen de NASA in 1962 voor het eerst elektronische computers gebruikte om de baan van John Glenn om de aarde te berekenen, werd Johnson gevraagd de uitkomsten na te rekenen. Johnson werkte later zelf ook met digitale computers. Ze berekende ook de baan voor de vlucht van Apollo 11 naar de maan in 1969. Tijdens de maanlanding was Johnson op een bijeenkomst in de Pocono Mountains. Zij en een paar anderen bekeken de eerste stappen op de maan, gezeten rond een televisie.
In 1970 werkte Johnson aan de missie van Apollo 13 naar de maan. Toen deze missie eenmaal werd afgebroken, werkte Johnson aan alternatieve procedures en tabellen waarmee de bemanning vier dagen later veilig op aarde terugkeerde. Later in haar carrière werkte Johnson aan het spaceshuttleprogramma, de Earth Resources Satellite en aan plannen voor een missie naar Mars.

### Nalatenschap
Johnson was medeauteur van in totaal zesentwintig wetenschappelijke artikelen. NASA onderhoudt een lijst van Johnsons belangrijkste artikelen.
Johnsons sociale invloed als een pionier in ruimtewetenschappen en computers kan eenvoudig afgelezen worden aan het eerbetoon dat ze heeft ontvangen en de aantallen keren dat haar verhaal is verteld. Hierdoor kan zij als rolmodel worden gezien.
Sinds 1979 (voordat ze met pensioen ging) had Johnsons biografie al een ereplaats in overzichten van Afro-Amerikanen in wetenschap en technologie.
Op 16 november 2015 nomineerde de Amerikaanse president Barack Obama Johnson als een van 17 Amerikanen die in 2015 de Presidential Medal of Freedom ontvingen. Ze ontving de prijs op 24 november 2015 en werd genoemd als een voorbeeld van Afro-Amerikaanse vrouwen in bètavakken (STEM).
In 2017 kwam de film Hidden Figures uit, een film over Johnson en haar Afro-Amerikaanse collega's bij NASA, naar het boek van Margot Lee Shetterly.

### Privéleven
In 1939 trouwde Johnson en kreeg uit haar eerste huwelijk drie kinderen. Nadat ze rond 1956 weduwe was geworden hertrouwde ze in 1959 met Jim Johnson en vervolgde ze haar loopbaan bij de NASA.

## Prijzen

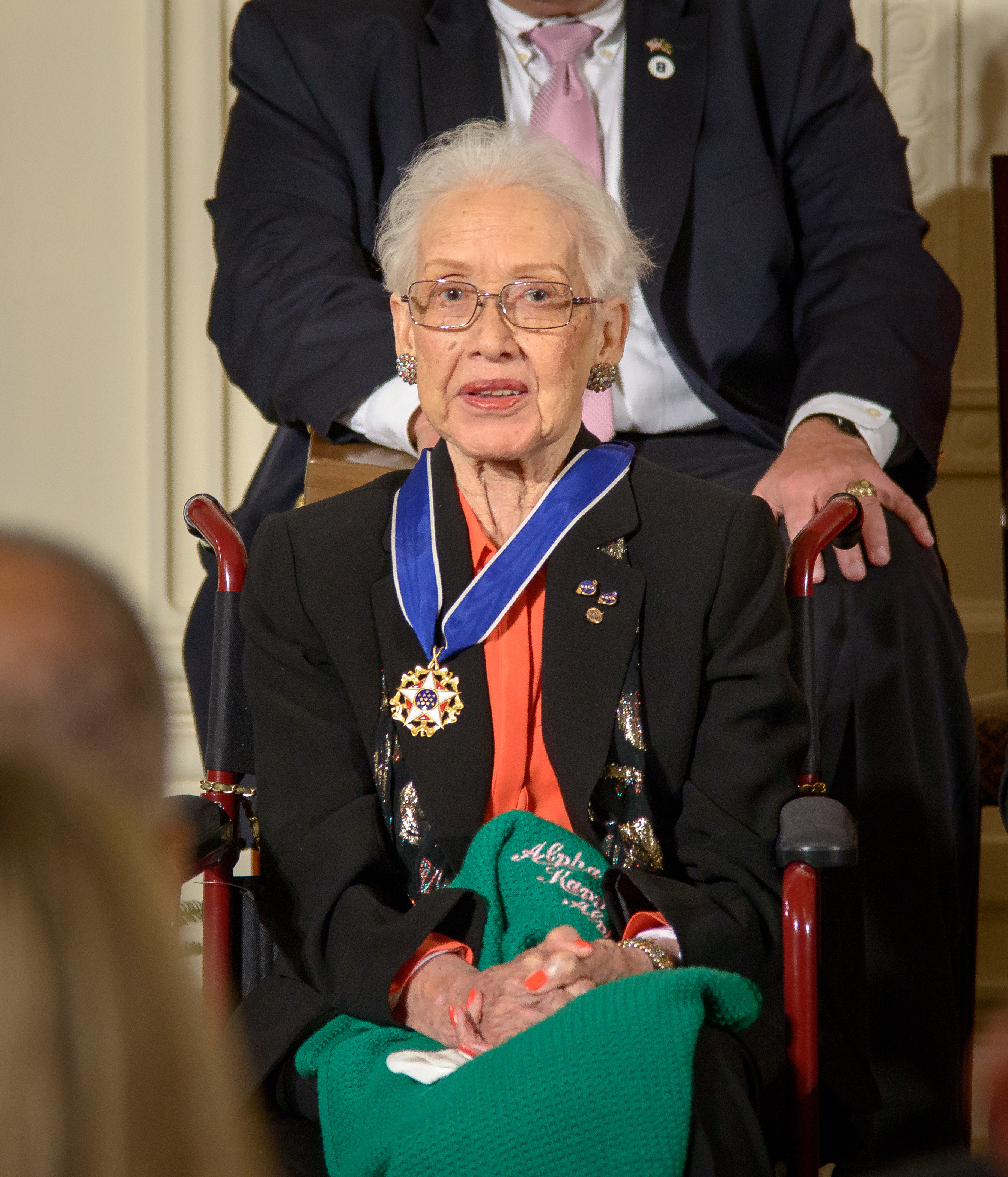
Katherine Johnson in 2015 bij de uitreiking van de Presidential Medal of Freedom

- 2015, Presidential Medal of Freedom (Vrijheidsmedaille van de President)[20]
- 2010, Eredoctoraat in de Natuurwetenschappen (Honorary Doctorate of Science), Old Dominion University, Norfolk, Virginia
- 2006, Eredoctoraat in de Natuurwetenschappen (Honorary Doctor of Science), Capitol College, Laurel, Maryland[9][21]
- 1999, Beste oud-student (alumnus) van het jaar, West Virginia State College Outstanding Alumnus of the Year[9][22]
- 1998, Eredoctoraat in de Rechten (Honorary Doctor of Laws), SUNY Farmingdale[9][22]
- 1986, Prijs voor een bijzondere prestatie, NASA Langley Research Center Special Achievement award[23]
- 1985, Prijs voor een bijzondere prestatie, NASA Langley Research Center Special Achievement award[23]
- 1984, Prijs voor een bijzondere prestatie, NASA Langley Research Center Special Achievement award[23]
- 1980, Prijs voor een bijzondere prestatie, NASA Langley Research Center Special Achievement award[23]
- 1971, Prijs voor een bijzondere prestatie, NASA Langley Research Center Special Achievement award[23]
- 1967, Groepsprijs voor Apollo, Apollo Group Achievement Award – deze prijs bestond onder meer uit een van de driehonderd vlaggen die met Apollo 11 mee naar de maan en terug gingen[9]
- 1967, Groepsprijs voor het Lunar Orbiterprogramma (NASA Lunar Orbiter Spacecraft and Operations team award), voor grensverleggend werk op het gebied van navigatie voor de vijf ruimteschepen die de maan in kaart brachten als voorbereiding van het Apolloprogramma[9]